# Benjamin de Rothschild
Benjamin de Rothschild (Neuilly-sur-Seine, 30 de julio de 1963 - Pregny-Chambésy, 15 de enero de 2021), fue un banquero francés, afincado en Suiza. Se desempeñó como propietario del Grupo Edmond de Rothschild desde 1997. En 2000, creó el equipo profesional de regatas de vela en alta mar Gitana Team.

## Primeros años de vida
Benjamin de Rothschild, nació en Neuilly-sur-Seine el 30 de julio de 1963.
Era un descendiente de la séptima generación del fundador de la dinastía Mayer Amschel. Era bisnieto de Edmond James de Rothschild (1845-1934) y Adelheid von Rothschild (1853-1935), nieto de Maurice de Rothschild (1881-1957) y Noémie Halphen (1888-1968), y era el único hijo de Edmond Adolphe (1926–1997) y Nadine (1932–) (de soltera Lhopitalier) de Rothschild.
Estudió en el Swiss Institut Florimont y obtuvo una licenciatura en administración de empresas de la Universidad de Pepperdine.
Su patrimonio familiar ocupó el puesto 22 en la lista Challenges 2019 de fortunas francesas, 43 en la lista Bilan 2019 de fortunas suizas, y 1349 en la lista Forbes 2019 de multimillonarios mundiales. Fue considerado uno de los miembros más ricos de la familia Rothschild.

### Matrimonio e hijas
El 23 de enero de 1999, de Rothschild se casó con Ariane Langner. Tuvieron cuatro hijas. De Rothschild falleció el 15 de enero de 2021 en su casa de Pregny, Suiza. Tenía 57 años y sufrió un infarto.

### Carrera
Después de su graduación, Benjamin de Rothschild trabajó en bancos familiares en California. En 1989, regresó a Europa y fundó la Compagnie de Trésorerie Benjamin de Rothschild especializada en gestión avanzada de riesgos financieros.
Tras la muerte de su padre en 1997, le sucedió como presidente de la Compagnie Financière Edmond de Rothschild. Reestructuró la organización del grupo en torno a actividades clave como la gestión de activos y las fusiones y adquisiciones. En 1999, lanzó Edmond de Rothschild Investment Services en Israel donde también sucedió a su padre al frente de la Fundación Caesarea Rothschild. En 2010, Compagnie Financière Edmond de Rothschild se convirtió en el Grupo Edmond de Rothschild.
En marzo de 2015, Benjamin de Rothschild nombró a su esposa Ariane de Rothschild CEO del Grupo y Presidenta del comité ejecutivo. En 2016, todos los activos orientados al estilo de vida del grupo se reorganizaron bajo la etiqueta Edmond de Rothschild Heritage. En marzo de 2019, la familia Benjamin de Rothschild convirtió el Grupo Edmond de Rothschild en propiedad 100% privada. El banco francés del grupo se integró al banco suizo, que posteriormente se convirtió en la principal estructura de participación del Grupo. Ariane de Rothschild se convirtió en presidente del nuevo grupo y director ejecutivo de Vincent Taupin.

### Navegación

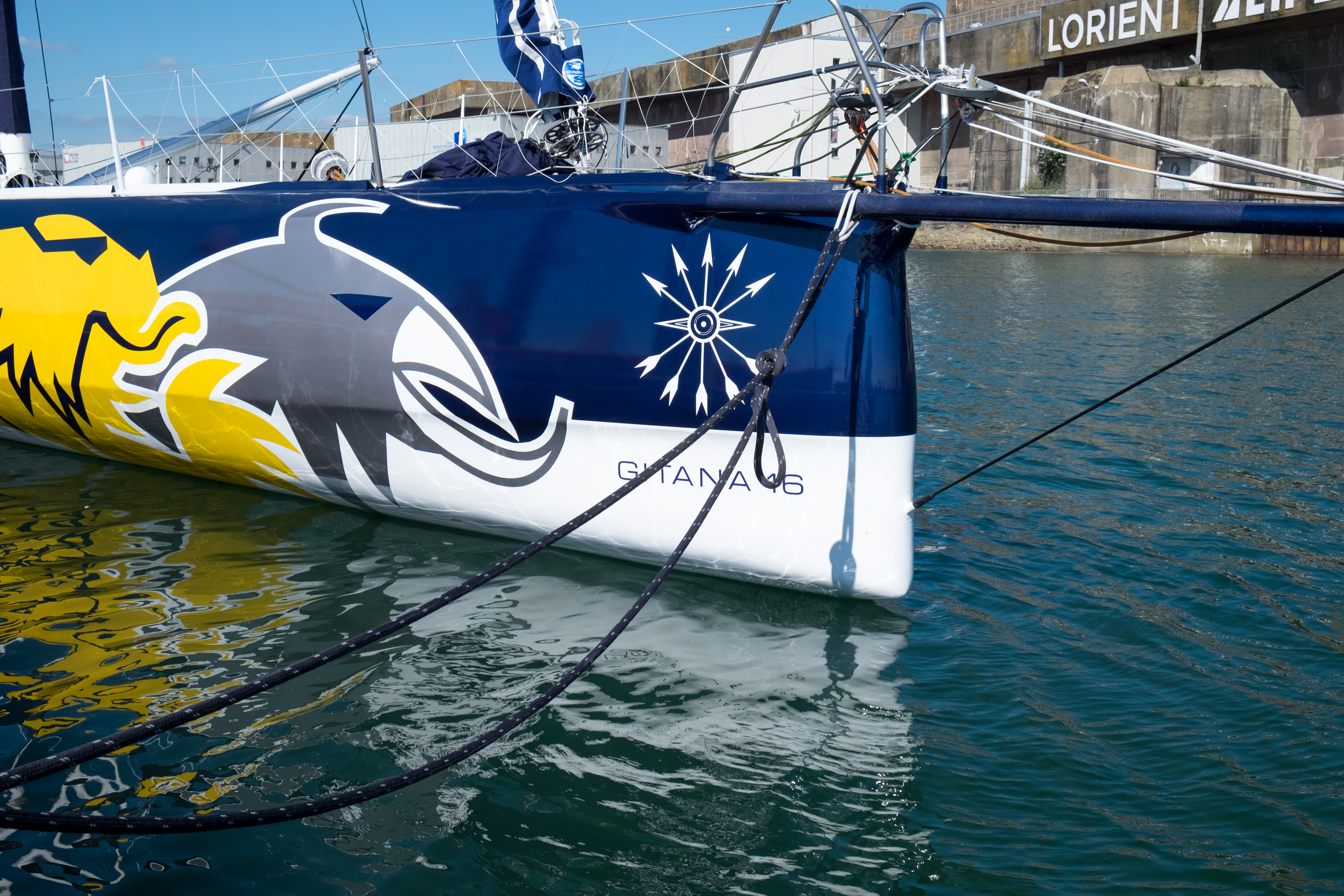
Arco de Gitana 16.

En 2000, Benjamin de Rothschild compró el Elf Aquitaine de 62 pies de largo y fundó el equipo de vela profesional Gitana Team, siguiendo los pasos de la tradición familiar, pero expandiéndolo a veleros multicasco. El primer trimarán del equipo fue el Gitana IX (ex Elf Aquitaine), seguido del Gitana X, desarrollado íntegramente por el equipo. El Gitana VII ganó la Route du Rhum 2006.
En 2015, el equipo montó orza y timones en T en un Multi One Design de 70 pies para hacerlo "volar" sobre el agua, después de una decisión un año antes de construir un nuevo yate de última generación. El 17 de julio de 2017 se presentó el Maxi Edmond de Rothschild (Gitana 17) de 32x23 metros, el primer maxi multicasco de las regatas en alta mar diseñado para volar en mar abierto. Fue decorado por el artista callejero Cleon Peterson. El Maxi ganó la 48a edición de la Rolex Fastnet Race en agosto de 2019, rompiendo el récord establecido en 2011 por Loïck Peyron (Banque Populaire V) y el Brest Atlantiques en diciembre de 2019 (patrones Charles Caudrelier - Franck Cammas para ambas carreras).

### Viñedos y fincas
Benjamin de Rothschild heredó la finca vinícola Château Clarke comprada por su padre en 1973. Renovó la sala de fermentación y contrató al enólogo Michel Rolland en 1998 para perfeccionar las vides del Château y supervisar los nuevos proyectos de viñedos de la familia en Sudáfrica y Argentina.
En 1997, Benjamin de Rothschild inició una empresa conjunta con Anton Rupert para crear los viñedos Rupert & Rothschild Vignerons en Sudáfrica. Reunió a entusiastas del vino (incluido Laurent Dassault) para crear la finca vitivinícola Le Clos de los Siete en el Valle de Uco de Argentina, productor del vino Flechas de los Andes. En 2003, adquirió los viñedos Château des Laurets en Burdeos. En 2005, lanzó Champagne Barons de Rothschild con el barón Éric de Rothschild y la baronesa Philippine de Rothschild. En 2009, lanzó una empresa conjunta con la bodega española Vega Sicilia. En 2012, adquirió 26 hectáreas de viñedos en la región de Marlborough para producir el vino Rimapere. Benjamin de Rothschild era el mayor accionista de la finca vinícola Château Lafite Rothschild.
El barón y su esposa eran dueños de la finca La Ferme des 30 Arpents en el campo a las afueras de París, el único productor de brie de Meaux "appellation d'origine contrôlée".

## Otras lecturas
- Diane Elisabeth Poirier (November 2016). Gitana: 140 Years of Rothschild Yachting History. Harry N. Abrams. ISBN 978-1419722806.
- Camille Meyer-Léotard; Erik Orsenna (21 de noviembre de 2009). L'art du geste, engagement et passion de Benjamin et Ariane Rothschild (en francés). Beaux Livres. ISBN 978-2845973602.